# 荊棘腔吻鱈
荊棘腔吻鱈（學名：Coelorinchus acanthiger），為輻鰭魚綱鱈形目鼠尾鱈科的其中一種。分布於東南大西洋納米比亞及南非外海、西印度洋莫三比克外海及西南太平洋紐西蘭海域，屬深海底棲性魚類，棲息深度在800-1500公尺，本魚頭大、眼大，吻尖形，體褐色，背鰭軟條92-93枚;臀鰭軟條90枚，體長可達50公分，生活習性不明。